# Limnophora sinsibaensis
Limnophora sinsibaensis este o specie de muște din genul Limnophora, familia Muscidae, descrisă de Shinonaga în anul 2005. Conform Catalogue of Life specia Limnophora sinsibaensis nu are subspecii cunoscute.